# Ischyronota conicicollis
Ischyronota conicicollis — жук подсемейства щитовок из семейства листоедов.

## Распространение
Встречается в Китае (в автономных регионах: Внутренняя Монголия и Синьян), в Иране, Казахстане, Киргизстане  и Монголии.

## Экология и местообитания
Кормовые растения — маревые (Chenopodiaceae): Ежовник (Anabasis).